# Dramaturg
Dramaturgen (von altgriechisch δραματουργός drāmatūrgós, deutsch ‚Dramenverfasser, Schauspieldichter‘) sind beim Theater und in verwandten Berufsfeldern für vielfältige Aufgaben der Koordination zwischen Kunstprozess, Administration und Öffentlichkeit zuständig. Sie arbeiten etwa als Mitglied der Abteilung Dramaturgie an der Entwicklung von Spielplänen und sind Literatur-Sachverständige gegenüber Regisseuren, Intendanten, Presse und Publikum. Produktionsdramaturgen sind in den konzeptionellen Vorbereitungsprozess und in die Probenarbeit einer Inszenierung eingebunden und Teil des Regieteams. Sie sind  sowohl kritische Gesprächspartner von Regisseuren als auch vermittelnde Bindeglieder zwischen Theaterleitung, Regisseur, Ensemble und Publikum.
Dramaturgen sind heute auch bei Konzertveranstaltern, Medien (Hörfunk, Fernsehen, Film) und öffentlichen Organisationen tätig.

## Geschichte
Ursprünglich beschäftigte sich ein Dramaturg mit der Auswahl und Bearbeitung dramatischer Texte, nämlich von Theaterstücken, Libretti, Drehbüchern und Hörspielen. In den Dramaturgien der Film-Produktionsfirmen ist es noch heute seine Hauptbeschäftigung.
Im 18./19. Jahrhundert entwarf der Dramaturg programmatische Vorstellungen für das Theater und steuerte zugleich Dramentexte bei. Beispiele für diesen Typ des Dramaturgen sind Gotthold Ephraim Lessing in Hamburg, Friedrich Schiller in Mannheim und Johann Wolfgang Goethe in Weimar.
Diese Tradition führten unter anderen Bertolt Brecht, Heiner Müller und Botho Strauß im 20. Jahrhundert weiter. Der Dramaturg war also Hausautor und -übersetzer am Theater, ähnlich wie ein Kapellmeister auch Hauskomponist war. Im französischen, russischen und englischen Sprachgebiet wird ein Dramaturg nach wie vor als Autor betrachtet. Bertolt Brecht initiierte in entscheidendem Maße die inhaltlich-künstlerische Beteiligung von Dramaturgen am Inszenierungsprozess. Das Tätigkeitsbild des Produktionsdramaturgen, wie es heute noch ausgeübt wird, geht in allen wesentlichen Zügen auf ihn zurück. Das bis in die 1960er Jahre hinein noch unscharfe Berufsbild eines Dramaturgen gewann durch Horst Laube Profil. Die Aufgabe des Dramaturgen erschöpft sich nach Laube nicht darin, das Programmheft zu erstellen. Er ist der Interpret von Stücken, der im engen Gedankenaustausch mit dem Regisseur zu deren Kern vorzudringen versucht. Dabei kam es Laube darauf an, Schnitte, Brüche und Widersprüche herauszupräparieren und weniger den Eindruck eines homogenen Ganzen zu vermitteln.

## Gegenwart
Spätestens seit der Mitte des zwanzigsten Jahrhunderts hat sich das Berufsbild entscheidend gewandelt. Ein Dramaturg am Theater arbeitet heute in der Regel eng mit dem Regisseur (im Musiktheater auch mit dem Dirigenten) an einer Produktion zusammen und ist Mitglied eines Regieteams. Das Stückeschreiben als Tätigkeitsfeld von Dramaturgen ist heute hingegen eher die Ausnahme als die Regel (Dramatiker, die zugleich Dramaturgen sind, sind etwa John von Düffel, Martin Heckmanns, Mehdi Moradpour und Mazlum Nergiz). Jedoch ist das Bearbeiten von Texten ein wesentlicher Bestandteil der dramaturgischen Arbeit geblieben. Kaum ein Stück kommt heute ohne Streichungen auf die Bühne; die sogenannte „Strichfassung“ zu erstellen ist – nach inhaltlicher Absprache mit dem Regisseur – eine Aufgabe des Dramaturgen. Dazu kommen in jüngster Zeit immer häufiger Adaptionen von Romanen, Filmen oder anderen Textsorten, die ursprünglich nicht für das Theater geschrieben wurden. Auch diese Bühnenfassungen werden, wenn sie nicht an Autoren in Auftrag gegeben werden, häufig von Dramaturgen erstellt.
Allgemein ist der Dramaturg am Theater für den Intendanten als wissenschaftlich ausgebildeter Fachmann bei der Gestaltung des Spielplans und dem (Weiter-)Entwickeln des Profils des Theaters im kulturellen Umfeld seines Standortes (Positionierung) ein wichtiger Partner. Darüber hinaus ist er in Zusammenarbeit mit dem Spielleiter bei der Besetzung der Stücke (vor allem im Schauspiel), der Einrichtung des Textes (bzw. der Partitur) beteiligt. Er ist für die Erarbeitung des wirkungsgeschichtlichen Hintergrundes eines Werkes und die Einbeziehung der Sekundärliteratur in die konzeptionelle Arbeit des Regieteams verantwortlich.
Die ursprüngliche Beschäftigung der Dramaturgen mit dem Drama hat sich vor allem in den letzten Jahrzehnten in den Bereich der Öffentlichkeitsarbeit hinein erweitert. Dramaturgen am Theater sind verantwortlich für die begleitenden Publikationen (z. B. Programmheft, Theaterzeitung; Mitarbeit bei der Plakatgestaltung, Monatsspielplan-Gestaltung, Jahresheft etc.). Sie leiten oft auch Pressekonferenzen, organisieren Theaterfeste mit oder veranstalten Publikums-Anlässe wie Führungen, Einführungsveranstaltungen und Publikumsdiskussionen. Im Musiktheater kommt fallweise die Erstellung der deutschen Übertitel bei fremdsprachigen Operntexten hinzu.
Darüber hinaus sind sie Ansprechpartner für die Fachpresse und arbeiten mit den Bühnenverlagen zusammen. Im Zuge von Auftragswerken betreuen sie den Textautor und/oder Komponisten. Administrativ sind Dramaturgen (oder zumindest der Chefdramaturg) zumeist in die Leitung eines Theaters eingebunden, haben – im Gegensatz zum Intendanten – aber keine direkte Weisungsbefugnis. Dramaturgen sind durch diese spezielle Stellung in der Hierarchie eines Theaterapparats oft ebenso Ansprechpartner für Schauspieler, Sänger und andere Mitwirkende am Prozess der Entstehung einer Aufführung.
Nicht wenige Theaterleiter haben vorher als Dramaturgen gearbeitet, zum Beispiel: Karl Pempelfort (1901–1975), Dieter Görne (1936–2023), Volker Canaris (1942–2012), Michael Leinert (* 1942), Wulf Konold (1946–2010), Klaus Schultz (1947–2014), Ulrich Khuon (* 1951), Friedrich Schirmer (* 1951), Paul Esterházy (* 1955), Joachim Lux (* 1957), Reinhard Palm (1957–2014), Matthias Lilienthal (* 1959), Barbara Mundel (* 1959), Sonja Anders (* 1965), Andreas Beck (* 1965), Iris Laufenberg (* 1966) und Andrea Vilter (* 1966).

## Ausbildung
Berufsvoraussetzung für die Arbeit des Dramaturgen an professionellen Institutionen ist ein abgeschlossenes Hochschulstudium. Häufig ist dies ein Studium der Theaterwissenschaft, was jedoch nicht Bedingung ist. Vor allem an großen Opernhäusern sind immer häufiger Musikwissenschaftler in der Dramaturgie zu finden. In Deutschland bieten mehrere Universitäten und Hochschulen inzwischen Masterstudiengänge für Dramaturgie an, so die Johann Wolfgang Goethe-Universität Frankfurt am Main, die Ludwig-Maximilians-Universität München, die Hochschule für Schauspielkunst Ernst Busch, die Hochschule für Musik und Theater Hamburg und andere.